# Omocestus defauti
Omocestus defauti är en insektsart som beskrevs av Sardet och Braud 2007. Omocestus defauti ingår i släktet Omocestus och familjen gräshoppor. Inga underarter finns listade i Catalogue of Life.